# Конституция животных
Конститу́ция живо́тных (лат. constitutio animalium, от constitutio, «строение», «организация», и animal, «животное») — совокупность наиболее важных и относительно устойчивых морфологических и физиологических особенностей сельскохозяйственных особей, «общее строение индивида животного». Конституция складывается на основе наследственных факторов, но в значительной степени зависит и от условий среды обитания животного. В зоотехнической практике изучение конституции животных имеет важное практическое значение.
Термин обычно используется только по отношению к млекопитающим.

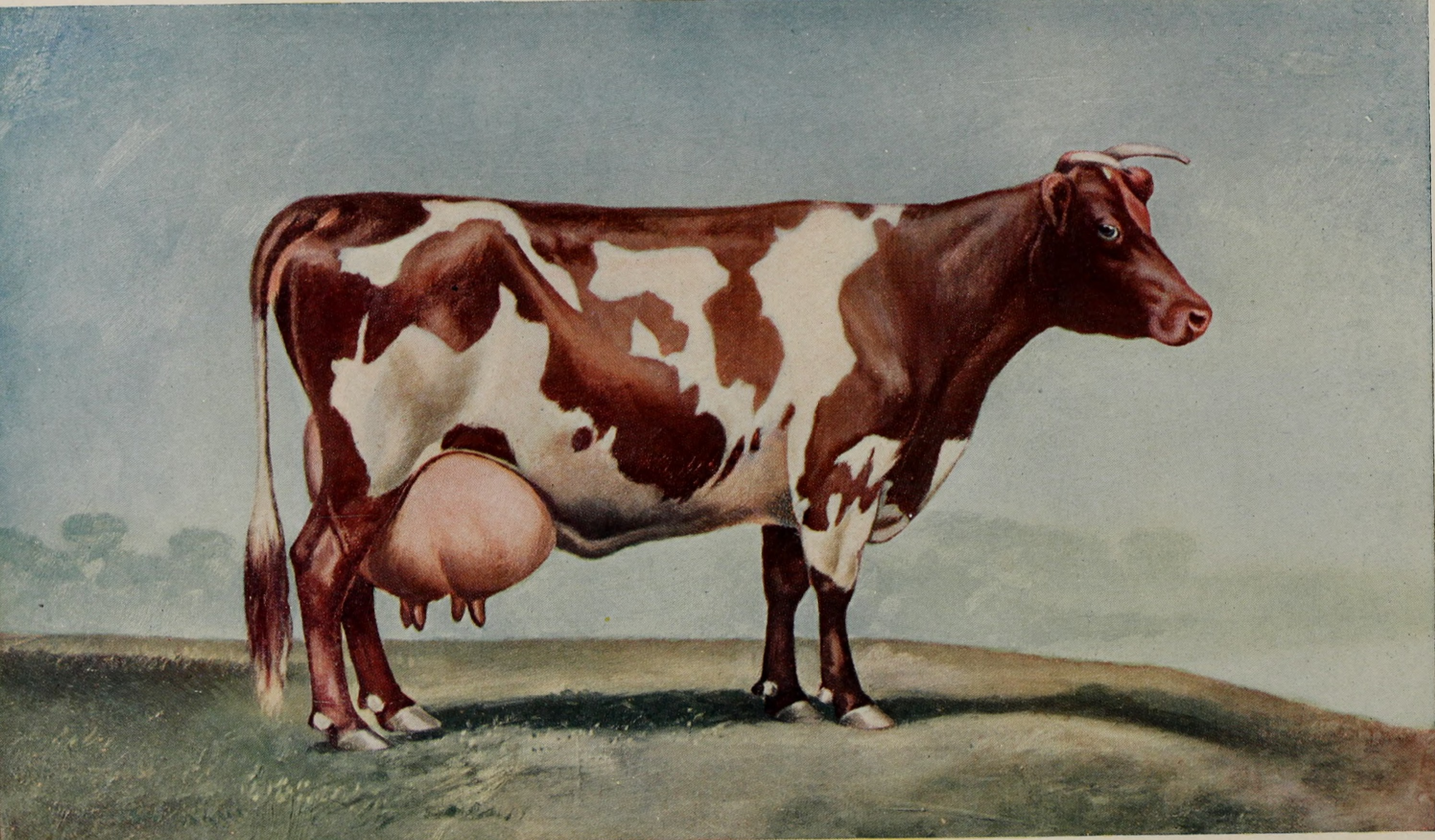
Для животных молочного направления продуктивности характерна плотная конституция. На иллюстрации из III тома книги Уильяма П. Брукса Agriculture (1901) — корова айрширской породы

## Конституциональные особенности
С древности основным конституциональным признаком организма считалась его способность сопротивляться неблагоприятным условиям внешней среды: животные, которые были мало подвержены болезням (слабо к ним предрасположены), считались животными с крепкой конституцией, подверженные же болезням считались животными со слабой конституцией, в связи с этим по отношению к видовому иммунитету — варианту резистентности организма, генетически обусловленному особенностями обмена веществ данного биологического вида, — используют термин конституционный иммунитет. К совокупности относительно устойчивых свойств животного, определяющих его конституцию, относят также способность организма реагировать на повторное воздействие факторов внешней среды (реактивность организма).
Согласно современным представлениям, для определения конституции животного следует учитывать как морфологические, так и физиологические его особенности, при этом их следует рассматривать в первую очередь с точки зрения определённого направления продуктивности. Внешне конституция животных проявляется как определённая форма телосложения.

## Схемы типов конституций животных
Для типов конституций животных разработано несколько схем (систем классификации). Одни из них построены на морфологических принципах, другие — на особенностях обмена веществ у животных, третьи — на типах нервной деятельности и пр.
В практических целях обычно используют схемы Кулешова и Богданова, поскольку они не требуют сложного оборудования и позволяют установить тип конституции посредством общего осмотра животного и прощупывания отдельных частей его тела.

### Схема Кулешова
В России обычно используют схему (классификацию) Павла Николаевича Кулешова (1854—1936), одного из основоположников российской зоотехнии. Он был первым в России, кто разработал классификацию (схему) типов конституции сельскохозяйственных животных и методы оценки конституции.
В схеме Кулешова выделяют четыре основных типа конституции:
- грубая конституция — кожа толстая, костяк массивный и грубый, мускулатура объёмистая, почти без жировых прослоек[2]; к животным грубого конституционального типа относится, в частности, бо́льшая часть рабочего скота и грубошёрстных овец; такие животные медленно откармливаются, для них свойственна высокая выносливость[3];
- нежная конституция — кожа тонкая, костяк тонкий, голова относительно небольшая, конечности и хвост также относительно тонкие, волос нежный[2]; к животным нежного конституционального типа относятся, в частности, лошади верховых пород (скаковые и рысистые)[2], часть молочного скота, тонкорунные овцы; для таких животных свойственны повышенный обмен веществ и лёгкая возбудимость[3];

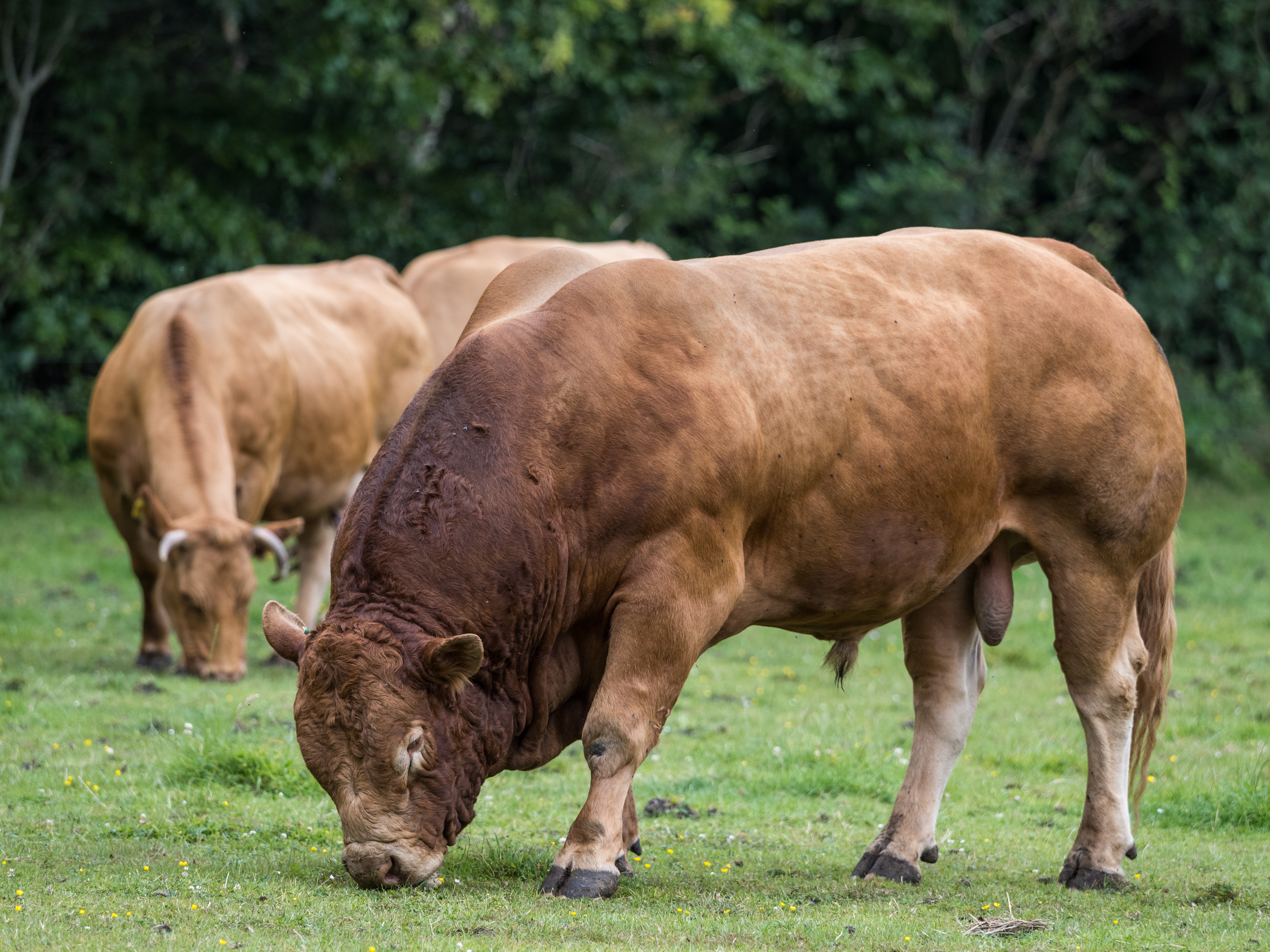
Для животных мясного направления продуктивности характерна рыхлая конституция. На фотографии: бык лимузинской породы

- плотная конституция — костяк крепкий, кожа плотная[3], соединительная ткань развита слабо, жир в ней почти отсутствует; мускулатура, молочные железы, пищеварительные органы развиты хорошо; по сравнению с животными, обладающими другим типом конституции, кровеносная и лёгочная системы функционируют лучше; к животным плотного конституционального типа могут относиться, в частности, животные молочного[2] и мясо-молочного направления продуктивности, мясо-шёрстные овцы, упряжные лошади[3]; данный тип животных является наиболее продуктивным[2];
- рыхлая конституция — сильно развиты подкожная, соединительная и жировая ткани[2]; мускулатура также хорошо развита[3], она объёмистая, с большим содержанием жира[2]; к животным рыхлого конституционального типа относятся, в частности, животные мясных пород скота, а также сальные свинья и лошади-тяжеловозы; такие животные хорошо откармливаются, для них свойственен спокойный нрав; для таких животных характерен пониженный обмен веществ[3]; в связи с отложением жира на внутренних органах у животных рыхлого типа наблюдается недоразвитие органов пищеварения — по этой причине такие животные требуют особых кормов: малообъёмных и концентрированных[2].

Свойства грубой конституции в этой схеме большей частью противоположны свойствам нежной конституции — и, аналогично, свойства плотной конституции большей частью противоположны свойствам рыхлой конституции. В чистом виде конституциональные типы встречаются редко, в большинстве случаев для животных характерны промежуточные типы, сочетающие в себе отдельные черты основных: нежно-плотный, нежно-рыхлый, грубо-плотный и грубо-рыхлый.
Позже российский учёный-животновод Михаил Фёдорович Иванов (1871—1935) дополнил эту схему ещё одним типом конституции — крепким: близким к плотному, но отличающимся него тем, что животные имеют повышенную жизнеспособность; именно такой тип для многих пород является желательным при организация племенной работы с сельскохозяйственными особями.
При бонитировке (оценке племенных качеств животных) определение показателей конституции животных является обязательным. В процессе бонитировки для упрощения записи бонитировочных оценок используется система условных обозначений и сокращений (так называемый бонитировочный ключ), в которой есть специальные сокращения и для обозначения конституции: например, «К» для крепкой конституции, «КГ» и «КН» — для конституций с уклонением в сторону, соответственно, грубости или нежности. По результатам бонитировки лучших по конституционально-продуктивным показателям и свойствам сельскохозяйственных особей выделяют в особые группы.